# Chirri (football, 1909)
Ignacio María Aguirrezabala Ibarbia, plus connu comme Chirri II, né le 10 mai 1909 à Bilbao (province de Biscaye, Espagne) et mort le 11 septembre 1979 (ou 9 septembre 1980 selon les sources) dans la même ville, est un footballeur international espagnol qui jouait au poste d'attaquant. Il fait partie de la "première attaque historique" de l'Athletic Bilbao.

## Biographie

### En club
Il joue avec l'Athletic Bilbao entre 1927 et 1935, remportant trois Championnats d'Espagne (1930, 1931 et 1934) et quatre Coupes d'Espagne (1930, 1931, 1932 et 1933).
Il dispute un total de 90 matchs en première division espagnole, inscrivant 30 buts. Il inscrit 7 buts lors des saisons 1929-1930 et 1933-1934.

### En équipe nationale
Aguirrezabala est international espagnol à quatre reprises entre 1928 et 1932.
Il débute en équipe nationale le 22 avril 1928 lors d'une rencontre face à l'Italie (match nul 1-1). Son dernier match avec l'Espagne a lieu le 24 avril 1932 contre la Yougoslavie.

## Palmarès
- Champion d'Espagne en 1930, 1931 et 1934
- Vainqueur de la Coupe d'Espagne en 1930, 1931, 1932 et 1933